# Aquaduct De Geeuw
Aquaduct De Geeuw (Fries: Geau-akwadukt) is een aquaduct in de Geeuw (Fries: Geau) in het zuiden van Sneek.
Het aquaduct ligt ten oosten van de voormalige brug over de Geeuw in de rondweg Sneek, die hier onderdeel is van de N7. Het aquaduct maakt deel uit van het Friese Merenproject en heeft net als het Houkesloot Aquaduct tot doel verbetering van rijksweg 7 en de bereikbaarheid van Sneek over water. Het vormt tevens een alternatieve vaarroute voor het Prinses Margrietkanaal. De werkzaamheden aan het aquaduct zijn in 2006 begonnen en het aquaduct is medio 2008 opengesteld voor verkeer. De tunnel vervangt hiermee de Geeuwbruggen.
Op 12 april 2008 ging het westelijke deel van Bolsward richting Joure tijdelijk open voor het verkeer. Een week later, op 19 april 2008 ging de andere richting open van Joure naar Bolsward. Vanaf 20 april 2008 is het aquaduct voor het eerst geopend voor verkeer in beide richtingen.
De waterloop zoals die voor 1973 liep is door de aanleg van het aquaduct weer in gebruik genomen. Het aquaduct maakt deel uit van een tunnel die onder de verlegde Alde Himdyk, de Zuidwesthoekweg (Sneek-IJlst) en de spoorlijn Leeuwarden - Stavoren loopt.

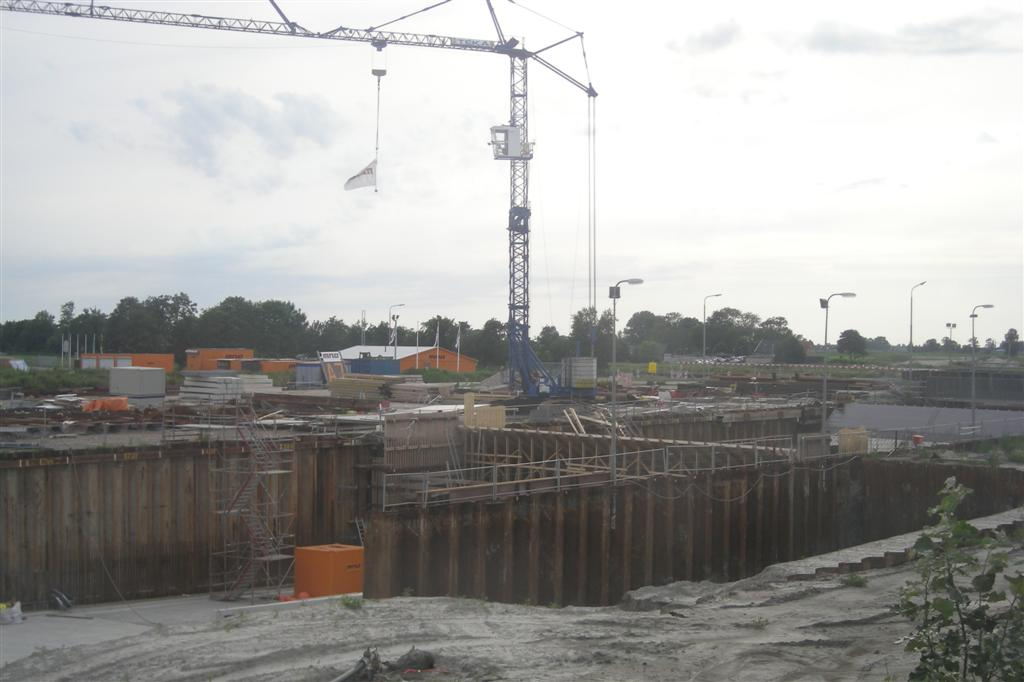
Aquaduct De Geeuw in aanbouw (2007)
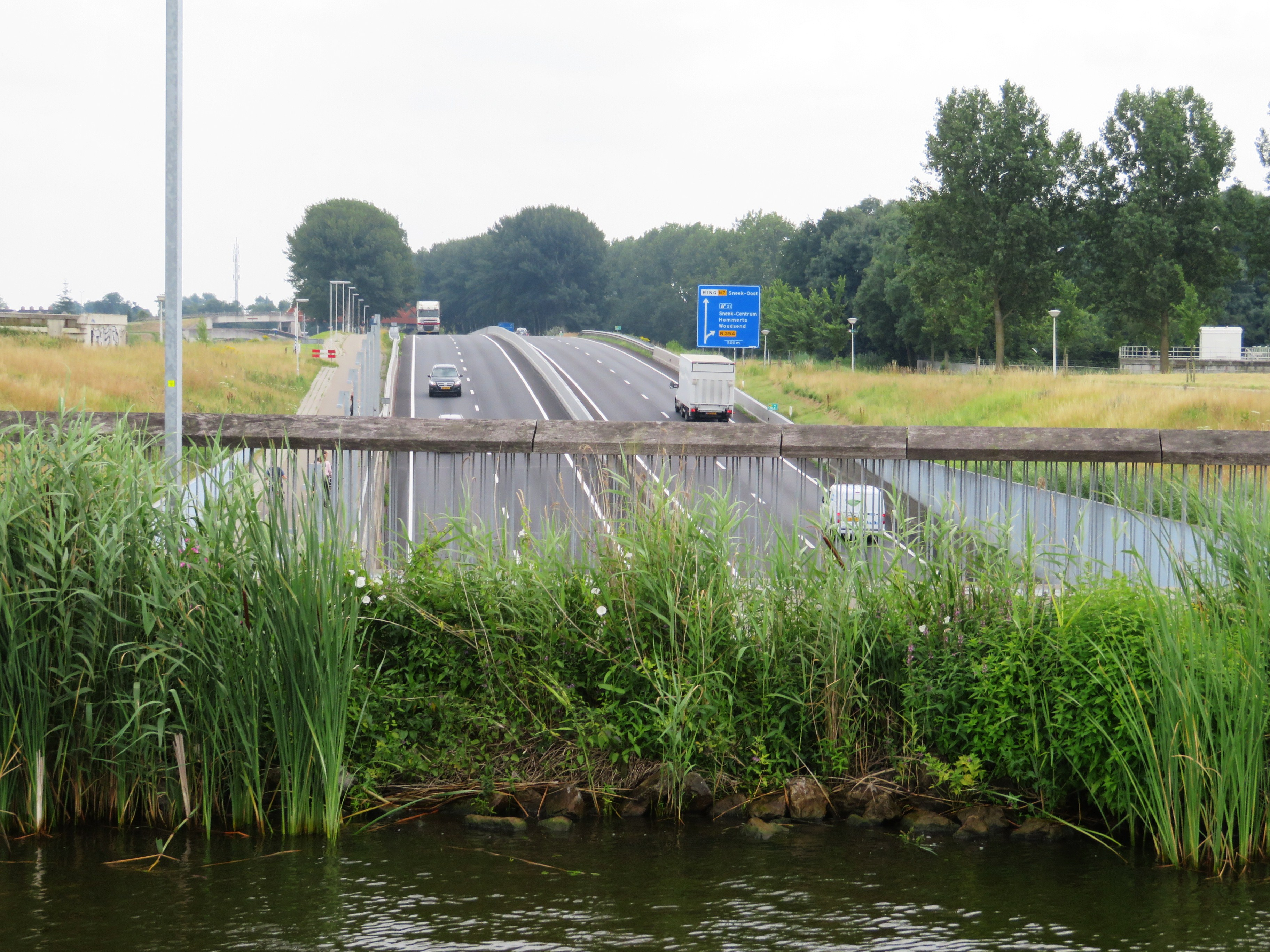
Aquaduct De Geeuw vanaf het water (2017)

Galamadammen · Geeuw · Hendrik Bulthuis ·  Houkesloot · Ie · Jeltesloot · Langdeel · Leppa · Margaretha Zelle · M.C. Escher · Mid-Fryslân · Prinses Margriet · Richard Hageman · Van Harinxmakanaal (Harlingen)